# Емела Нтоука
Емела Нтоука е легендарно създание от африканския фолклор.
Емела Нтоука е известен сред бушменския фолклор като те го наричат „убиеца на слонове“. На други езици Емела Нтоука е известен като Aseka-moke, Njago-gunda, Ngamba-namae, Chipekwe или Irizima.

## Описание
За Емела Нтоука се смята, че е голям колкото африкански саванен слон и е кафяво-сивкав на цвят, че има тежка опашка и тяло подобно на тялото на носорог. В митологията на пигмейските племена, то има и рог на носа си, с който убива нападателите си. Според бушмените съществото живее в блатисти места и се храни с растителност, като по често това е Моломбо.

## Наблюдения
Звярът Емела Нтоука е забелязван в река Конго, Камерун, и езерото Бангвеулу (Bangweulu), Замбия. Жителите на тези райони казват, че Емела Нтоука е самотно тревопасно и никога не е виждано на стада.

## Емела Нтоука в псевдонауката
Според някои псевдонаучни теории Емела Нтоука е реликт, а Конго е място, където климатът е позволил същества от праисторически ери да оцелеят, като можело да има и динозаври. Научно необосновани хипотези включват това същество да е стегозавър или друг завропод. За Лорън Колмън Емела Нтоука е някакъв неизвестен на науката воден носорог.